# Гончарка
Гонча́рка — село в Україні, у Солонянській селищній громаді Дніпровського району Дніпропетровської області. Населення становить 231 особа (станом на 2021 рік). Село розташоване на півдні Солонянської селищної територіальної громади.

## Географія
Село розташоване на північ від смт Солоне. Воно за адміністративно-територіальним поділом входить до Кам’янського старостинського округу Солонянської селищної територіальної громади.
| Клімат Гончарки         | Клімат Гончарки | Клімат Гончарки | Клімат Гончарки | Клімат Гончарки | Клімат Гончарки | Клімат Гончарки | Клімат Гончарки | Клімат Гончарки | Клімат Гончарки | Клімат Гончарки | Клімат Гончарки | Клімат Гончарки | Клімат Гончарки |
| Показник                | Січ.            | Лют.            | Бер.            | Квіт.           | Трав.           | Черв.           | Лип.            | Серп.           | Вер.            | Жовт.           | Лист.           | Груд.           | Рік             |
| Середній максимум, °C   | −1,4            | −0,7            | 3,7             | 13,6            | 21,3            | 25,6            | 27,7            | 26,9            | 21,2            | 13,6            | 5,8             | 1,2             | 13,2            |
| Середня температура, °C | −4,5            | −3,8            | −0,3            | 8,9             | 16,0            | 20,2            | 22,2            | 21,2            | 15,8            | 9,1             | 2,8             | −1,4            | 8,9             |
| Середній мінімум, °C    | −7,5            | −6,9            | −3,1            | 4,3             | 10,7            | 14,8            | 16,7            | 15,6            | 10,4            | 4,7             | −0,1            | −3,9            | 4,6             |
| Норма опадів, мм        | 44              | 36              | 33              | 38              | 46              | 60              | 53              | 39              | 36              | 32              | 42              | 47              | 506             |
| ----------------------- | --------------- | --------------- | --------------- | --------------- | --------------- | --------------- | --------------- | --------------- | --------------- | --------------- | --------------- | --------------- | --------------- |
| Джерело:                |                 |                 |                 |                 |                 |                 |                 |                 |                 |                 |                 |                 |                 |

## Населення
Станом на 1989 рік у селі проживали 299 осіб, серед них — 134 чоловіки і 165 жінок.
За даними перепису населення 2001 року у селі проживали 256 осіб. 
За даними перепису населення 2001 року у селі рідною мовою назвали:
| Мова       | Кількість осіб | Відсоток |
| ---------- | -------------- | -------- |
| українська | 241            | 94,14%   |
| російська  | 15             | 5,86%    |

Станом на 2021 рік населення становить 231 особа.

## Політика
Інтереси громади у депутатському корпусі представляє Дубовик Дмитро Миколайович.

## Релігія
У селі розташований Храм Архистратига Божого Михаїла, що належить до Дніпропетровської єпархії ПЦУ.[джерело?]

## Пам'ятки
У селі розташований Пам'ятник воїнам-односельцям, поблизу села є 2 кургани, що датуються II тис. до н. е.